# Lišice
Lišice (en allemand : Lischitz) est une commune du district de Hradec Králové, dans la région de Hradec Králové, en République tchèque. Sa population s'élevait à 161 habitants en 2022.

## Géographie
Lišice se trouve à 5 km au nord-ouest de Chlumec nad Cidlinou, à 30 km à l'ouest-sud-ouest de Hradec Králové et à 71 km à l'est-nord-est de Prague.
La commune est limitée par Lužec nad Cidlinou au nord, par Nepolisy au nord-est, par Chlumec nad Cidlinou à l'est et au sud, et par Lovčice et Běrunice à l'ouest.

## Histoire
La première mention écrite de la localité date de 1394.

## Galerie

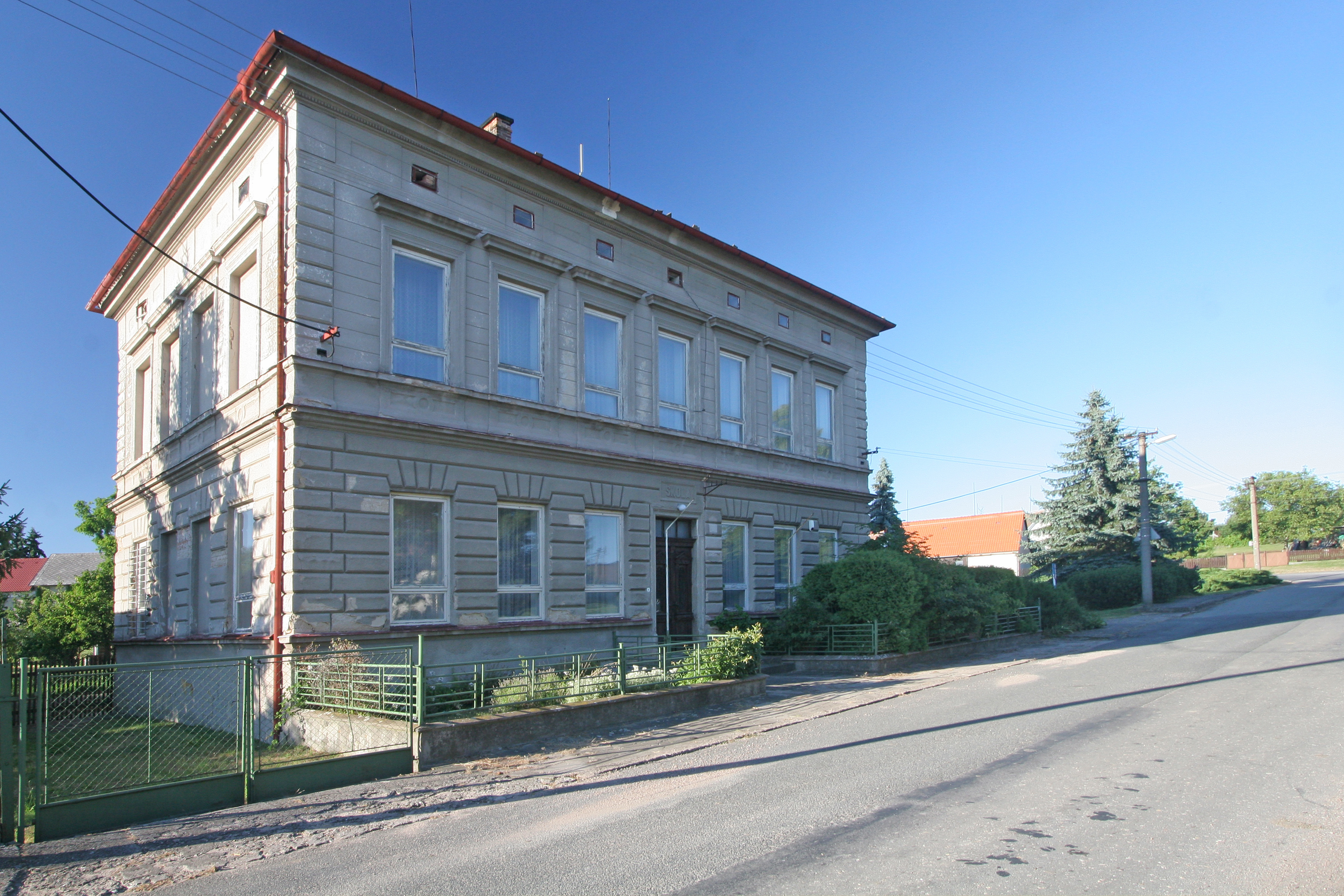
Lišice : la mairie.
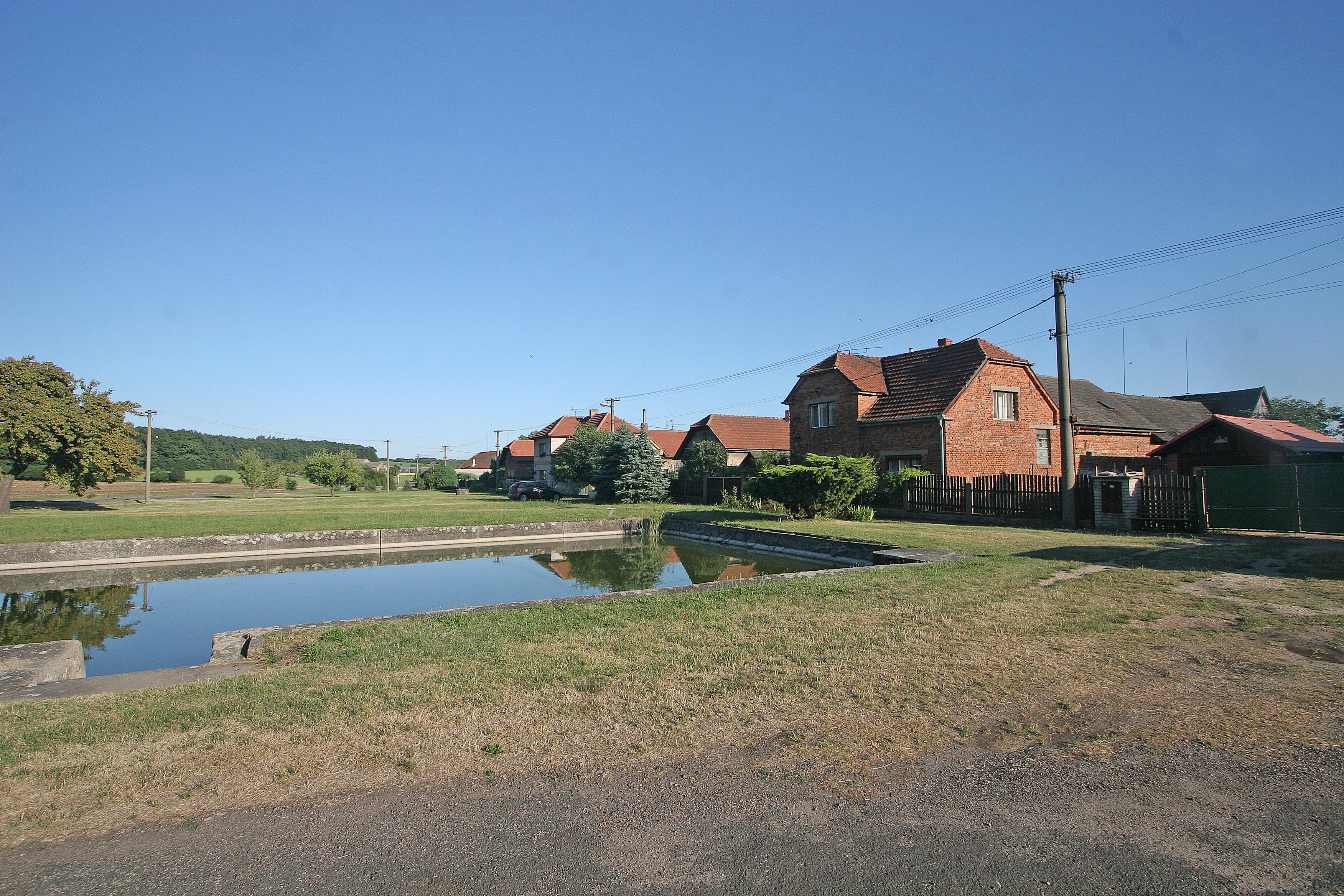
Réservoir à Lišice .

## Transports
Par la route, Lišice se trouve à 5,6 km de Chlumec nad Cidlinou, à 35 km de Hradec Králové et à 85 km de Prague. 